# Хохул (Мазовецьке воєводство)
Хохул (пол. Chochół) — село в Польщі, у гміні Мінськ-Мазовецький Мінського повіту Мазовецького воєводства.
Населення — 167 осіб (2011).
У 1975—1998 роках село належало до Седлецького воєводства.

## Демографія
Демографічна структура станом на 31 березня 2011 року:
|          | Загалом | Допрацездатний вік | Працездатний вік | Постпрацездатний вік |
| -------- | ------- | ------------------ | ---------------- | -------------------- |
| Чоловіки | 92      | 14                 | 68               | 10                   |
| Жінки    | 75      | 9                  | 43               | 23                   |
| Разом    | 167     | 23                 | 111              | 33                   |